# Десетоъгълник
Десетоъгълникът (също и декагон, от старогръцки: δέκα + γωνία – „десет“ + „ъгъл“) е многоъгълник с десет страни и ъгли. Сборът на всички вътрешни ъгли е 1440° (8π). Има 35 диагонала.

## Правилен десетоъгълник
При правилния десетоъгълник всички страни и ъгли са равни. Вътрешният ъгъл е 144°, а външният и централният – 36°.

### Лице
Лицето S на правилен десетоъгълник може да бъде намерено по три начина:
- По страната a:

{\displaystyle S={\frac {5a^{2}}{2}}{\sqrt {5+2{\sqrt {5}}}}={\frac {5a^{2}}{2}}\cot(18^{\circ })\approx 7,694209\,a^{2}}
- По радиуса R на описаната окръжност:

{\displaystyle S={\frac {5R^{2}}{2}}{\sqrt {\frac {5-{\sqrt {5}}}{2}}}=5R^{2}\cdot \sin(36^{\circ })\approx 2,938926\,R^{2}}
- По радиуса r на вписаната окръжност (т.е. апотемата):

{\displaystyle S=2r^{2}{\sqrt {5\left(5-2{\sqrt {5}}\right)}}=10r^{2}\cdot \tan(18^{\circ })\approx 3,249197\,r^{2}}

### Построение
Тъй като 10 е произведение на 2 и 5, което е просто число на Ферма, правилен десетоъгълник може да бъде построен с линийка и пергел:

## Използване
- Десетоъгълни слънчеви клетки на Орион
- Гонбад-е Гавус, най-високата сграда във форма на правилен десетоъгълник

### Многостени

#### Архимедови тела
- Пресечен додекаедър
- Пресечен икосидодекаедър

#### Звездообразни многостени
- Малък додекахемидодекаедър
- Малък икосихемидодекаедър
- Малък додецикосаедър
- Малък ромбидодекаедър
- Малък додециикосидодекаедър
- Пресечен голям додекаедър
- Малък двутриъгълен додецикосидодекаедър
- Двадесетопресечен додекадодекаедър

#### Призматоиди
- Десетоъгълна призма
- Десетоъгълна антипризма

#### Джонсънови тела
- Петоъгълна купола
- Петоъгълна ротунда
- Удължена петоъгълна купола
- Удължена петоъгълна ротунда
- Завъртяноудължена петоъгълна купола
- Завъртяноудължена петоъгълна ротунда
- Увеличен пресечен додекаедър
- Околодвуувеличен пресечен додекаедър
- Близкодвуувеличен пресечен додекаедър
- Триувеличен пресечен додекаедър
- Намален ромбикосидодекаедър
- Околозавъртян намален ромбикосидодекаедър
- Близкозавъртян намален ромбикосидодекаедър
- Двузавъртян намален ромбикосидодекаедър
- Околодвунамален ромбикосидодекаедър
- Близкодвунамален ромбикосидодекаедър
- Завъртян двунамален ромбикосидодекаедър
- Тринамален ромбикосидодекаедър

#### Пана
- Пресечено четириредово петоъгълно пано
- Пресечено четирипетоъгълно пано
- Пресечено петоредово петоъгълно пано
- Тридесетоъгълно пано
- Пресечено десеторедово триъгълно пано
- Десетоъгълно пано
- Тричетирипетоъгълно пано
- Триъгълнопресечено четирипетоъгълно пано
- Четиридесетоъгълно пано
- Пресечено десеторедово квадратно пано